# Un p'tit truc en plus
Un p'tit truc en plus is een Franse komische film uit 2024 geregisseerd door Victor Artus Solaro (Artus). Behalve Artus, die naast zijn regiedebuut ook de hoofdrol in de film vertolkt, spelen ook meerdere niet-professionele acteurs met een beperking een rol.

## Verhaal
Paulo en zijn vader Lucien, bijgenaamd "la fraise" beroven een kleine juwelierszaak in het centrum van Valence (Drôme). Maar ze komen tot de ontdekking dat hun auto in beslag is genomen omdat deze illegaal geparkeerd stond op een plaats voor gehandicapten, naast het gerechtsgebouw en een instelling die jongvolwassenen met een verstandelijke beperking verzorgt. 
Deze instelling bereidt zich voor om met haar bewoners op vakantie te gaan naar een gîte in de Vercors. Alice, een begeleider van de instelling, wacht op een laatkomer genaamd Sylvain. Als ze Paulo en la fraise bij toeval ziet aankomen, denkt ze dat Paulo Sylvain is en beschouwt ze la fraise als zijn begeleider. La fraise ziet dit als een mogelijkheid om alsnog te ontsnappen aan de politie. Hij overtuigt Alice ervan dat zijn aanwezigheid essentieel is voor "Sylvain" en zo gaan Paulo en la fraise mee op reis. Om niet betrapt te worden moet Paulo zich blijven voordoen als ook iemand met een verstandelijke beperking. 

## Rolverdeling
| Acteur           | Personage                 |
| ---------------- | ------------------------- |
| Artus            | Paulo / Sylvain           |
| Clovis Cornillac | Lucien / la fraise / Orpi |
| Alice Belaïdi    | Alice                     |
| Marc Riso        | Marc                      |

## Release en ontvangst
Un p'tit truc en plus ging op 10 april 2024 in avant-première in Rencontres du cinéma in Gérardmer en kwam op 1 mei uit in de Franse bioscopen. Na een week kreeg de film al 1,12 miljoen bezoekers. Daarmee was hij op dat moment de op een na beste start voor een film in 2024 in Frankrijk, na Dune: Part Two, en dus de beste start voor een Franse film. In Frankrijk groeide de film met ruim tien miljoen bioscoopbezoekers uit tot een succes.